# Havran (sedlo)
Havran je horské sedlo v Krahulčích vrších v nadmořské výšce 390 m, podcelku Povážského Inovce, nad městem Piešťany. Sedlem prochází hranice mezi Trnavským a Nitranským krajem a mezi okresem Piešťany a Topoľčany.
Sedlem vede důležité silniční spojení z Pováží do Ponitří, konkrétně z Piešťan do Radošiny a Topoľčan, silnice II/499.

## Přístup
- Po silnici II/499 z Piešťan nebo Radošiny
- Po  značce z rozcestí Pleše
- Po  značce od Čertovy pece